# Сухино-Хоменко Володимир
Сухино-Хоменко Володимир (1900—1968) — історик, публіцист і літературний критик.
Родом з Херсонщини.
У 1920 — на початку 1930-х співробітник Українського інституту марксизму-ленінізму й викладач Комуністичного університету ім. Артема й Інституту журналістики у Харкові. Автор статей на історичні й літературні теми в журналах «Літопис революції», «Червоний шлях», «Критика», «Радянський театр» і книги «Одміни і банкрутство українського націоналізму» (1929). 1933 був репресований і засланий, по війні реабілітований.